# ІвашковичІ (Жуковський район)
Івашковичі (рос. Ивашковичи) — присілок в Жуковському районі Калузької області Російської Федерації.
Населення становить 24 особи. Входить до складу муніципального утворення Село Трубино.

## Історія
Від 2004 року входить до складу муніципального утворення Село Трубино

## Населення
| 2002 | 2010 |
| ---- | ---- |
| 32   | ↘24  |